# Adolf-Schmidt-Observatorium für Geomagnetismus

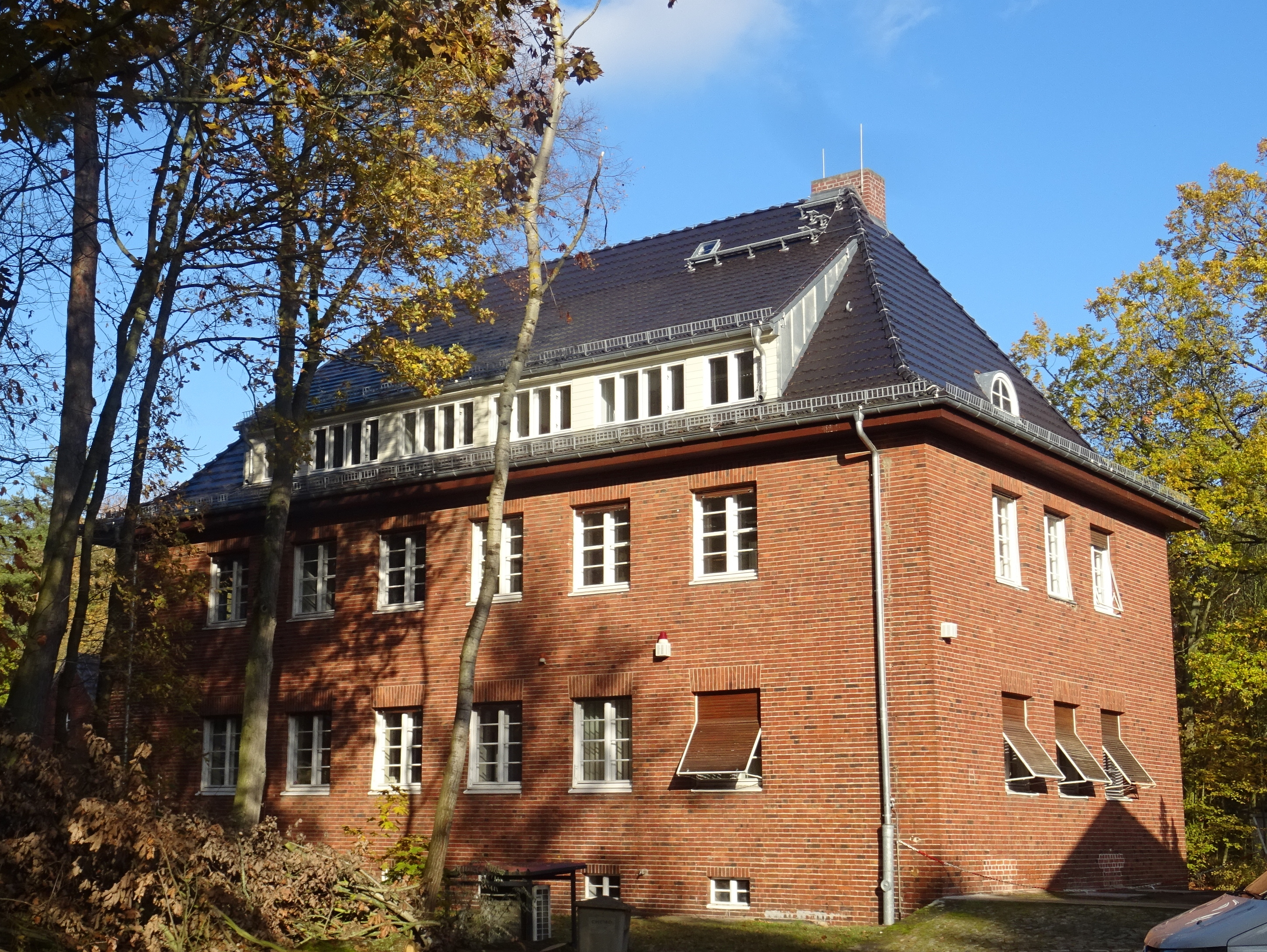
Adolf-Schmidt-Observatorium, Haupthaus

Das Adolf-Schmidt-Observatorium für Geomagnetismus in Niemegk, Lindenstraße 7, wird seit 1992 vom GFZ Helmholtz-Zentrum für Geoforschung (bis 2008 GeoForschungsZentrum Potsdam), einer Stiftung des öffentlichen Rechts, betrieben. Es gehört zur Sektion 2.3 Geomagnetismus.
Das Adolf-Schmidt-Observatorium besteht seit 1930 und setzt seitdem die 1890 durch das Geomagnetische Observatorium auf dem Telegrafenberg in Potsdam begonnene Registrierung des Erdmagnetfelds und seiner Variationen fort. Es ist als Baudenkmal gelistet.
Von Niemegk aus wurde von 2004 bis 2019 das Observatorium Wingst als Außenstelle betrieben. Das Niemegker Observatorium ist Mitglied des Intermagnet-Programms zur Bereitstellung von qualitätskontrollierten geomagnetischen Observatoriumsdaten. Es veröffentlicht Monatsberichte mit detaillierten Informationen zur magnetischen Aktivität und zu schnellen geomagnetischen Variationen. Mit dem Observatorium ist das Wirken herausragender Wissenschaftler wie Adolf Schmidt, Julius Bartels und Gerhard Fanselau verbunden.

## Vorgeschichte

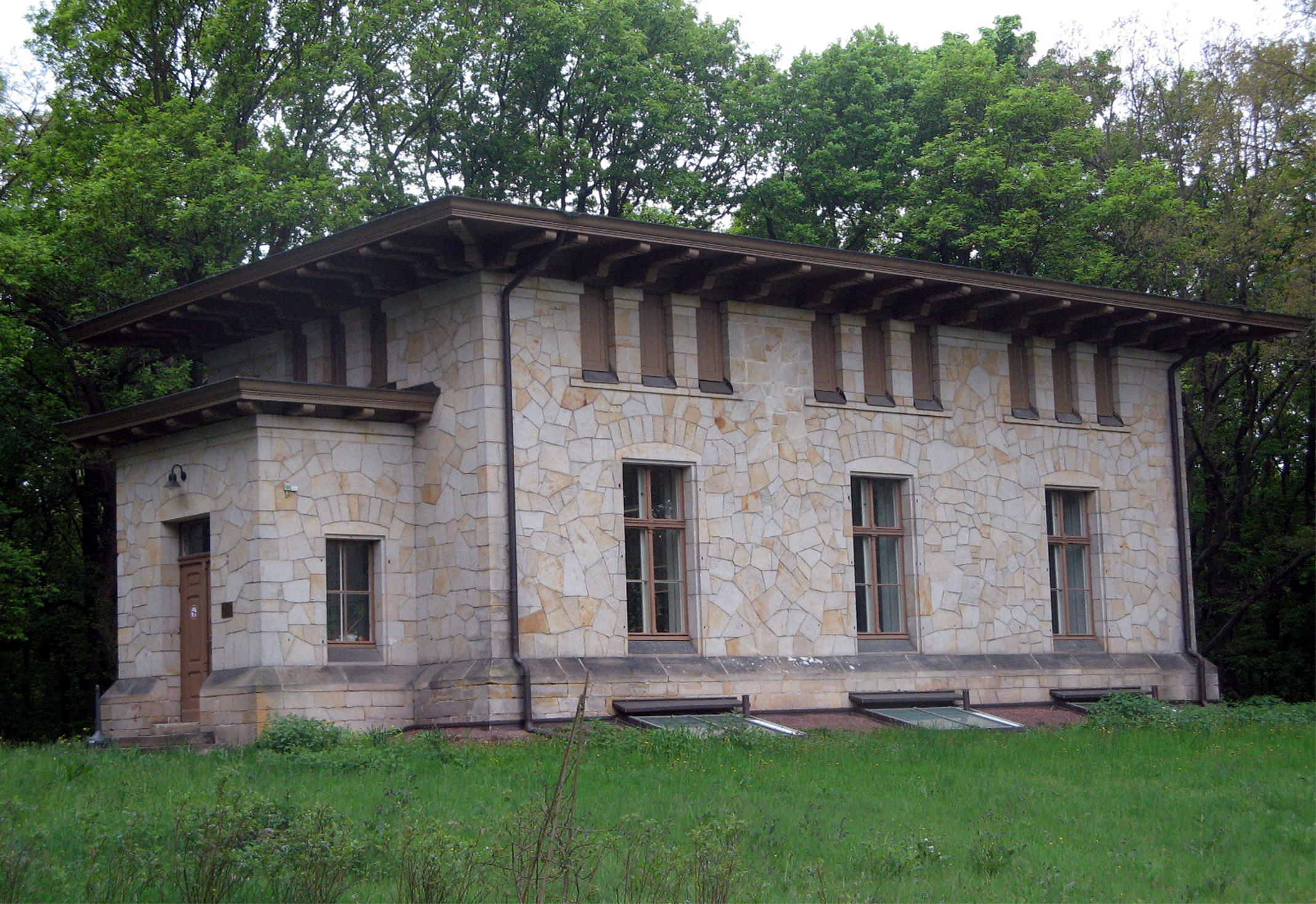
Magnetisches Variationshaus des Geomagnetischen Observatoriums Potsdam

Es ist der Initiative des Astronomen und Wissenschaftsorganisators Wilhelm Julius Foerster zu verdanken, dass im Frühjahr 1887 mit dem Bau eines geomagnetischen Observatoriums auf dem Telegrafenberg in Potsdam begonnen wurde. Bereits 1888 entstand das magnetische Variationshaus ohne eisenhaltige Baustoffe wie Nägel, Ziegelsteine und Zement aus ineinandergreifenden Sandsteinblöcken. Das Absoluthaus zur absoluten Messung der Intensität des Erdmagnetfeldes wurde erst 1897 in Betrieb genommen. Das auch als Waldhaus bezeichnete Gebäude ist eine eisenfreie Holzkonstruktion mit einem Sockel aus äußerst schwer magnetisierbarem Trias-Sandstein. Beide Häuser befinden sich heute noch im Wissenschaftspark Albert Einstein.

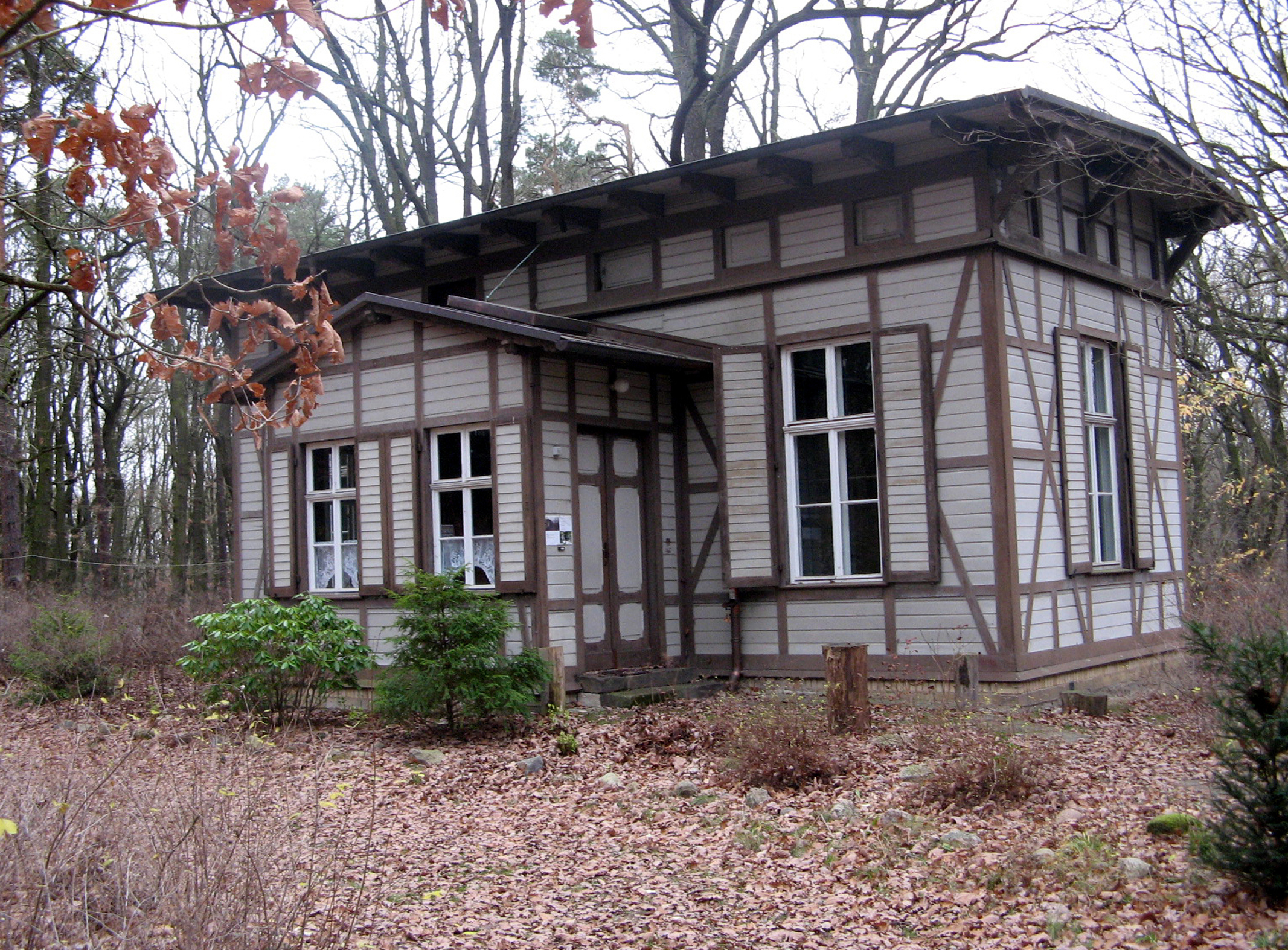
Absoluthaus des Geomagnetischen Observatoriums Potsdam (Waldhaus)

1889 nahm das Observatorium unter Leitung seines Vorstehers Max Eschenhagen den Betrieb auf. Im Herbst begannen Proberegistrierungen, und mit dem 1. Januar 1890 die Dauermessungen. Die Einrichtung war dem Preußischen Meteorologischen Institut Potsdam angeschlossen. 1895 führte Eschenhagen internationale Simultanbeobachtungen ein. Er erkannte die Notwendigkeit, neue, schnellregistrierende, erdmagnetische Instrumente zu konstruieren, was er auch tat. Dies führte zum Nachweis der magnetischen Elementarwellen.
Nach Eschenhagens Tod 1901 folgte ihm der Geophysiker Adolf Schmidt 1902 als Vorsteher des Observatoriums Er leitete es bis 1928 und führte es zur Weltgeltung. Schmidt arbeitete theoretisch und praktisch auf höchstem wissenschaftlichen Niveau.
Die fünf Kategorien (1, 2, 3, 4, 5), die Eschenhagen zur Charakterisierung der geomagnetischen Aktivität eingeführt hatte, reduzierte Schmidt auf 3 Charakterzahlen (0, 1, 2), die ab 1905 (Innsbrucker Kongress) international Anwendung fanden. Später entwickelte der Geophysiker Julius Bartels den Kp-Index.
Auch der wissenschaftliche Gerätebau erlebte unter Schmidt eine Blüte. Die Schmidtsche geomagnetische Feldwaage und der Schmidtsche Normaltheodolit zur Bestimmung der Parameter von Magneten erlangten über das Potsdamer Observatorium hinausgehende Bedeutung.
In Potsdam entwickelte Instrumente kamen bei Expeditionen wie beispielsweise der Zweiten Deutschen Südpolar-Expedition 1911–13 zum Einsatz.
Die Einführung des elektrischen Treidelbetriebs auf dem Teltowkanal 1903/04 und die Elektrifizierung der Potsdamer Pferdebahn störten die geomagnetischen Messungen, so dass Schmidt 1907 mit Mitteln der Teltowkanalgesellschaft und der Stadt Potsdam ein Hilfsobservatorium in Seddin errichten ließ. Dort erfolgte nun die Variationsregistrierung.
Die Elektrifizierung der Berliner S-Bahn, die auch Potsdam erreichen sollte, und die geplante Elektrifizierung im Seddiner Raum, veranlassten Schmidt, die Verlegung des Observatoriums an einen geeigneteren Ort ins Auge zu fassen.
Die Wahl fiel schließlich auf Niemegk, wo das Observatorium an die städtische Gas-, Wasser- und Elektrizitätsversorgung angeschlossen werden konnte und die Stadt einen Teil der entstehenden Kosten übernahm. Außerdem verpflichteten sich die Deutsche Reichsbahn und die Stadt im Umfeld keine Anlagen mit Gleichstrom zu betreiben.
Darüber hinaus erklärte sich die Reichsbahn in einem Vertrag vom 26. Oktober 1929 dazu bereit, 150.000 Reichsmark zu den einmaligen Aufwendungen und 100.000 Reichsmark als eine einmalige endgültige Abfindung für die laufenden Mehrkosten an die Preußische Staatskasse zu zahlen. Damit wurde die Verlegung des Observatoriums nach Niemegk finanziert.
In einer Veröffentlichung zum 75-jährigen Jubiläum 2005 wurde festgestellt: „Heute zeigt die Datenreihe, dass der Standort vor 75 Jahren gut gewählt war: auch heute noch sind die Messungen unbeeinflusst von anthropogenen Störungen, und die Datenqualität des Observatoriums Niemegk ist unter den besten weltweit.“

## Geschichte
Die Errichtung des Observatoriums in Niemegk erfolgte nach den Plänen von Adolf Schmidt. Nachfolger Schmidts wurde 1928 der Astronom und Geophysiker Alfred Nippoldt (1874–1936). Er leitete die Verlegung der Einrichtung von Potsdam und Seddin nach Niemegk sowie ihren Auf- und Ausbau.

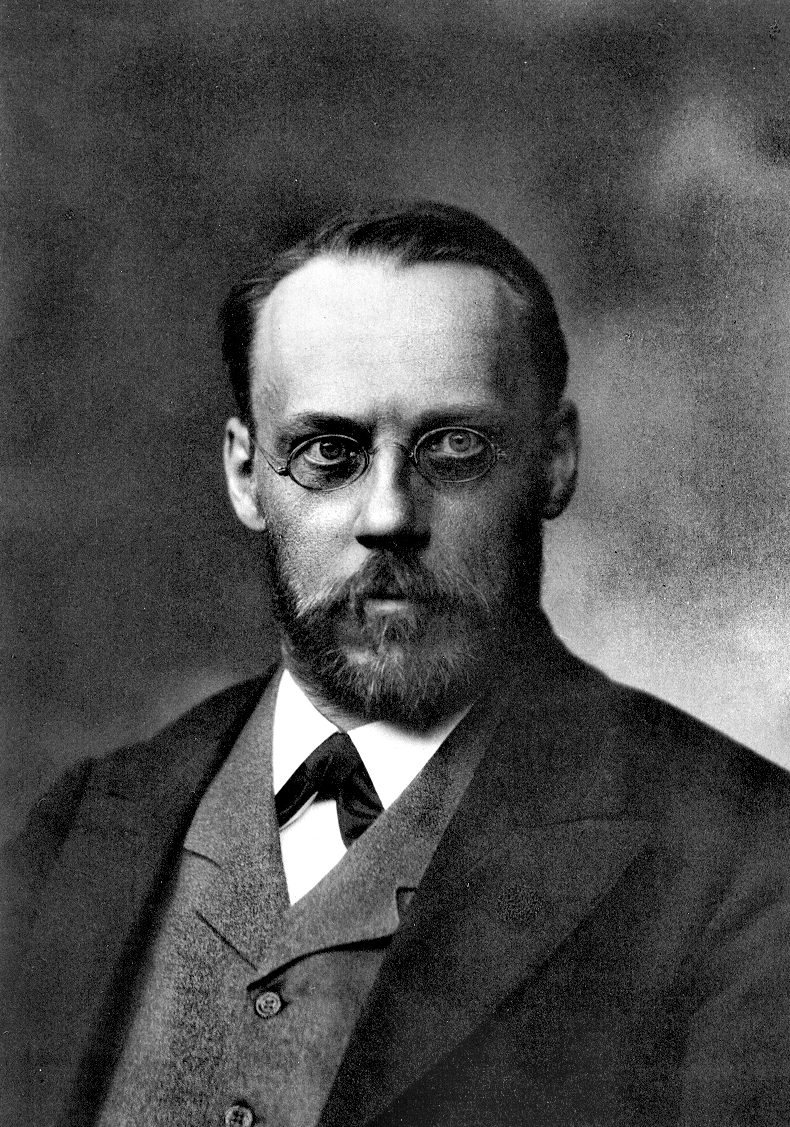
Adolf Schmidt

Zum 70. Geburtstag Adolf Schmidts am 23. Juli 1930 wurde das Adolf-Schmidt-Observatorium für Erdmagnetismus eingeweiht. Die Entscheidung über den Namen hatte der Minister für Wissenschaft, Kunst und Volksbildung bereits am 1. April gefällt.
Das Observatorium war bis 1936 eine Abteilung des Meteorologischen-Magnetischen Observatoriums in Potsdam, das zum Preußischen Meteorologischen Institut Berlin gehörte. Von 1936 bis 1945 unterstand es dem Geophysikalischen Institut Potsdam, das der Universität Berlin angeschlossen war. Institutsdirektor war Julius Bartels und Leiter des Observatoriums Gerhard Fanselau.

Die verwaltungsmäßige Zuordnung des Observatoriums nach 1945 schilderte der spätere Leiter Adolf Best so:
„Von 1945 bis 1949 unterstand Niemegk dem Geophysikalischen Institut Potsdam, das wiederum dem Meteorologischen Dienst. Der Leiter war G. Fanselau, der dann in Nachfolge von R. Bock seit 1949 auch Direktor des Geomagnetischen Instituts in Potsdam war, das aus dem Geophysikalischen Institut hervorgegangen war. Dieses Institut und damit das Observatorium wurde später der Berliner Akademie, Forschungsgemeinschaft naturwissenschaftliche Institute, zugeführt. Mit der Akademiereform 1968/69, die zur Gründung der DDR-Akademie und zu Zentralinstituten führte, kam Niemegk zum Zentralinstitut Physik der Erde Potsdam, ab 1982 zum Heinrich-Hertz-Institut in Berlin-Adlershof als eigener Bereich.“

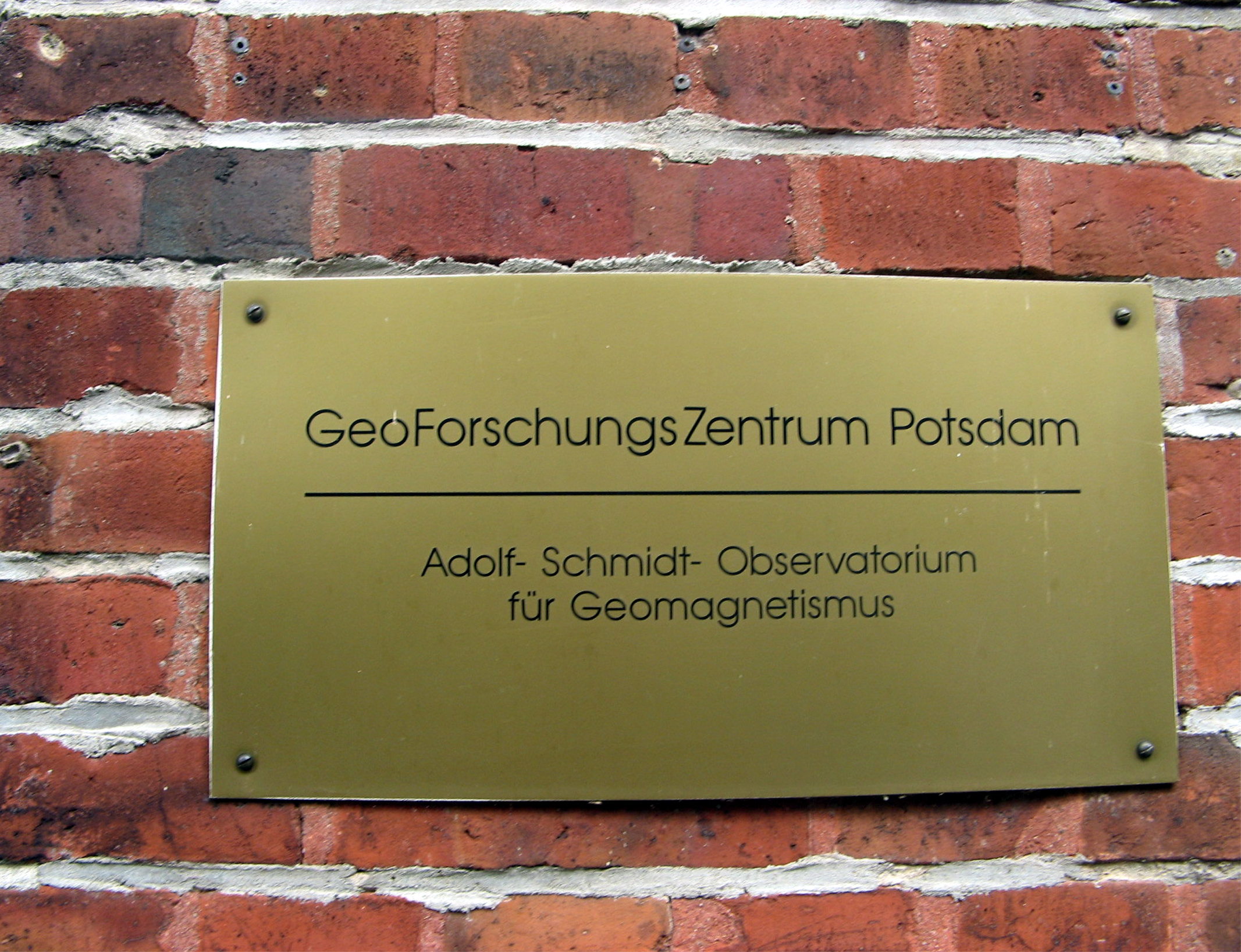
Schild am Eingangstor 2010

Als Schwerpunkte der geomagnetischen Forschung nennt Best die Geräteentwicklung, geomagnetische Landesvermessung, Tiefensondierung, Magnetosphärenphysik usw.
Im Internationalen Geophysikalischen Jahr (IGJ) 1957/58 wurden mehrere Außenstationen betrieben, wobei Warnkenhagen an der Lübecker Bucht und Sosa an der gleichnamigen Talsperre im Erzgebirge bis 1991 bestanden
Nach 1992 investierte man in moderne Magnetometer und in eine moderne Datenverarbeitung und -archivierung.

Zur Veränderung der Aufgaben in der Geschichte des Observatoriums wurde 2005 festgestellt: 
„In den ersten Jahren war die Magnetfeldbeobachtung die Hauptaufgabe, während wissenschaftliche Arbeit in Potsdam betrieben wurde. Nach dem 2. Weltkrieg hatte die Entwicklung und Kalibrierung von Messgeräten zeitweise große Bedeutung. Auch die Anzahl der direkt am Observatorium beschäftigten Wissenschaftler nahm zu, so dass zeitweise über 50 Mitarbeiter dort beschäftigt waren. Heute ist die wissenschaftliche Arbeit wieder in Potsdam konzentriert, aber das Observatorium entwickelt sich zu einem Zentrum erdmagnetischer Messungen in Europa und weltweit.“

## Projekte
- Gemeinsam mit den Observatorien Wingst und Fürstenfeldbruck wurde eine magnetische Karte Deutschlands für die Epoche 1992.5 erarbeitet.
- 2002 wurde ein Observatorium in Villa Remedios (Bolivien) und 2005 das bulgarische Observatorium Panagjurischte mit Geräten ausgestattet.
- Das Niemegker Observatorium initiierte die Koordination der magnetischen Säkularpunktvermessungen (repeat stations) in ganz Europa. Von Niemegk aus werden alle zwei Jahre etwa 40 Säkularpunkte (zusätzliche Orte) in Deutschland vermessen.

- Beteiligung an Satellitenmissionen wie CHAMP und SWARM

## Leiter des Observatoriums
- Alfred Nippoldt (1930–1936)
- Gerhard Fanselau (1936–1969)
- Adolf Best
- Hans-Joachim Linthe
- Jürgen Matzka